# Kent Records
Kent Records war ein amerikanisches Plattenlabel, das 1958 als Tochterunternehmen der unabhängigen Modern Records gegründet wurde. Der musikalische Fokus des Labels lag auf dem Blues. Nach dem Bankrott des Mutterunternehmens zur Mitte der 1960er Jahre führten die Besitzer Kent als deren Hauptlabel weiter.

## Geschichte
Die Brüder Saul und Jules Bihari starteten Modern Records 1945 in Los Angeles, Kalifornien. 1958 folgte das Sublabel Kent Records, das vor allem für Single-Ausgaben der vertraglich an Modern gebundenen Blues-Interpreten konzipiert war. Prominente Blueser wie B. B. King, Elmore James und Z. Z. Hill wurden auf Kent veröffentlicht.  
Zwischen 1965 und 1973 wurden zudem auch die Aufnahmen des aufgegebenen Mutterlabels und des Schwesterlabels Crown Records nun in Albenform auf Kent wiederveröffentlicht. Das Management und die Ausgabepraxis von Modern Records wurden dabei übernommen, indem alte Aufnahmen oft lediglich neu zusammengestellt und wiedervermarktet wurden. Die Ausstattung und Qualität der Platten wurde hingegen gegenüber den Vorgänger-Ausgaben verbessert, indem Liner Notes und Titellisten eingeführt sowie bessere Materialien verwendet wurden. 1971 wurde die Veröffentlichung von Singles auf Kent eingestellt und dem Schwesterlabel United Superior übertragen. 
Kent Records hat bis 1971 um 200 Singles und zwischen 1965 und 1973 mindestens 35 Alben herausgebracht, darunter eine Comedy-Serie mit Rudy Ray Moore.
Seit 1982 veröffentlichte Ace Records unter dem Label Kent alte Aufnahmen in Lizenz, 1990 schließlich kaufte das britische Unternehmen das Kent-Label und die dazugehörigen Originalbänder. 
Anfangs nutzte Ace Records das Label Kent für die Veröffentlichung von Northern Soul, ab den späten 1990er Jahren zunehmend auch für Southern Soul.

## Künstler
Auf Kent Records veröffentlichten folgende Künstler in der Reihenfolge ihrer jeweils ersten Single:
- Danny Boy
- B. B. King
- Barker Brothers
- Marvin & Johnny
- Etta James
- Don Cole
- Lee Denson
- Chuck Rio
- Flash Terry
- Floyd Dixon
- Sonny Knight
- Artie Wilson
- Jesse James
- Betty and Dupree
- The Senders
- Hadda Brooks
- Joanna Dean
- Jesse Belvin
- Johnny Guitar Watson
- Elmore James
- John Lee Hooker
- Greg Young
- Woody Herman
- The Seniors
- Jimmy Witherspoon
- The Jacks
- Maria Marshall
- The Teen Queens
- Jimmy Nelson
- Charlie Owens and the Ink Spots
- The Wanderers
- Rudy Ray Moore
- Tony Allen
- Joe Houston
- Jimmy McCracklin
- Teddy Reynolds
- Pat Hunt
- Hal Davis
- Roy Hawinns
- Mike Adams and the Red Jackets
- Bobby Bland mit Ike Turner
- Classicals
- The Newports
- Bobby Sanders
- Roosevelt Sykes
- Beatrice Lee
- Lowell Fulsom
- Mighty Hannibal
- Little Henry und die Shamrocks
- Terry and the Tyrants
- Johnny Williams
- Ike und Tina Turner
- Z. Z. Hill
- Vernon and Jewell
- Arthur Lee Maye und die Crowns
- Billy Watkins
- Gene Taylor
- Count Popeye
- Big Mama Thornton
- Dick Michaels
- Sweethearts
- Booker T. Averhart and the Mustangs
- Esther Williams
- King Soloman
- Maxwell Davis
- The Intentions
- Willie Garland
- Clay Hammond
- Willie Haeden
- The Saints
- Jimmy Holiday
- Felice Taylor
- Jimmy Robins
- Joe Haywood
- Bobby White
- Billy Harner
- Willie Gauff
- Betty Bibbs
- Al King
- Long Gone Miles
- Charles Brown
- Model T Slim
- Johnny Otis
- Larry Davis
- Big Joe Turner
- Tommy Youngblood
- Merryweather
- Momma and Pappa Rock ’N Family
- Cliff Chambers
- J.B. and Water
- She
- Sherwood Fleming Packer
- Four Tees
- Jimmy Bee
- Scott
- Johnny Copeland und die Soul Agents

## Ausgabenserien

### Singles
- Kent 300–512 (1958–1969)
- Kent 4511–4536 (1969–1971)

### Alben
- Kent KLP-5000–KLP-5030 in Mono (1965–1968)
- Kent KST-500–KST-600 und KST-9011 in Stereo (1969–1973)
- Kent Comedy Serie 001–020